# Antoni Dobrzański (duchowny)

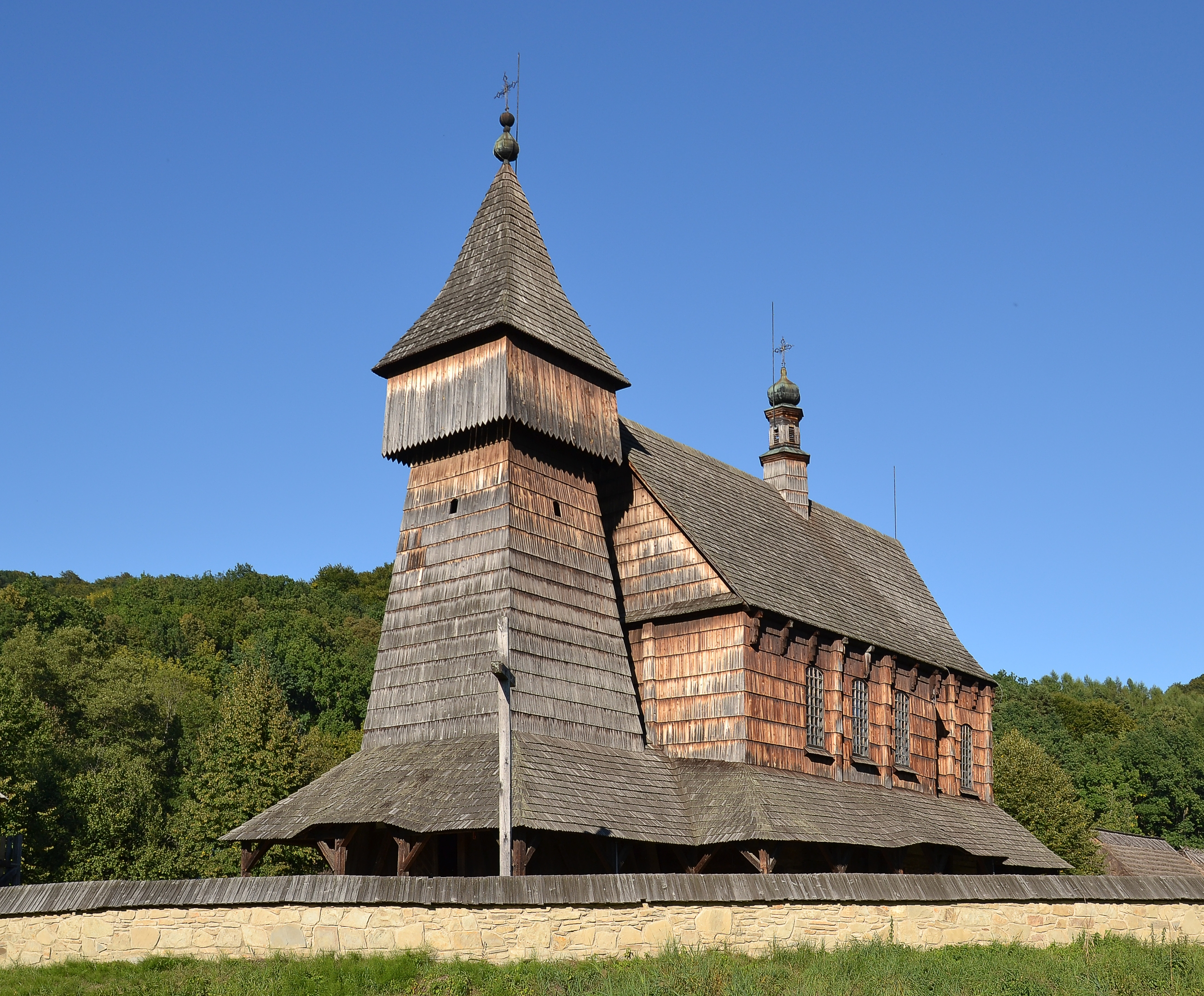
Kościół św. Mikołaja z Bączala Dolnego

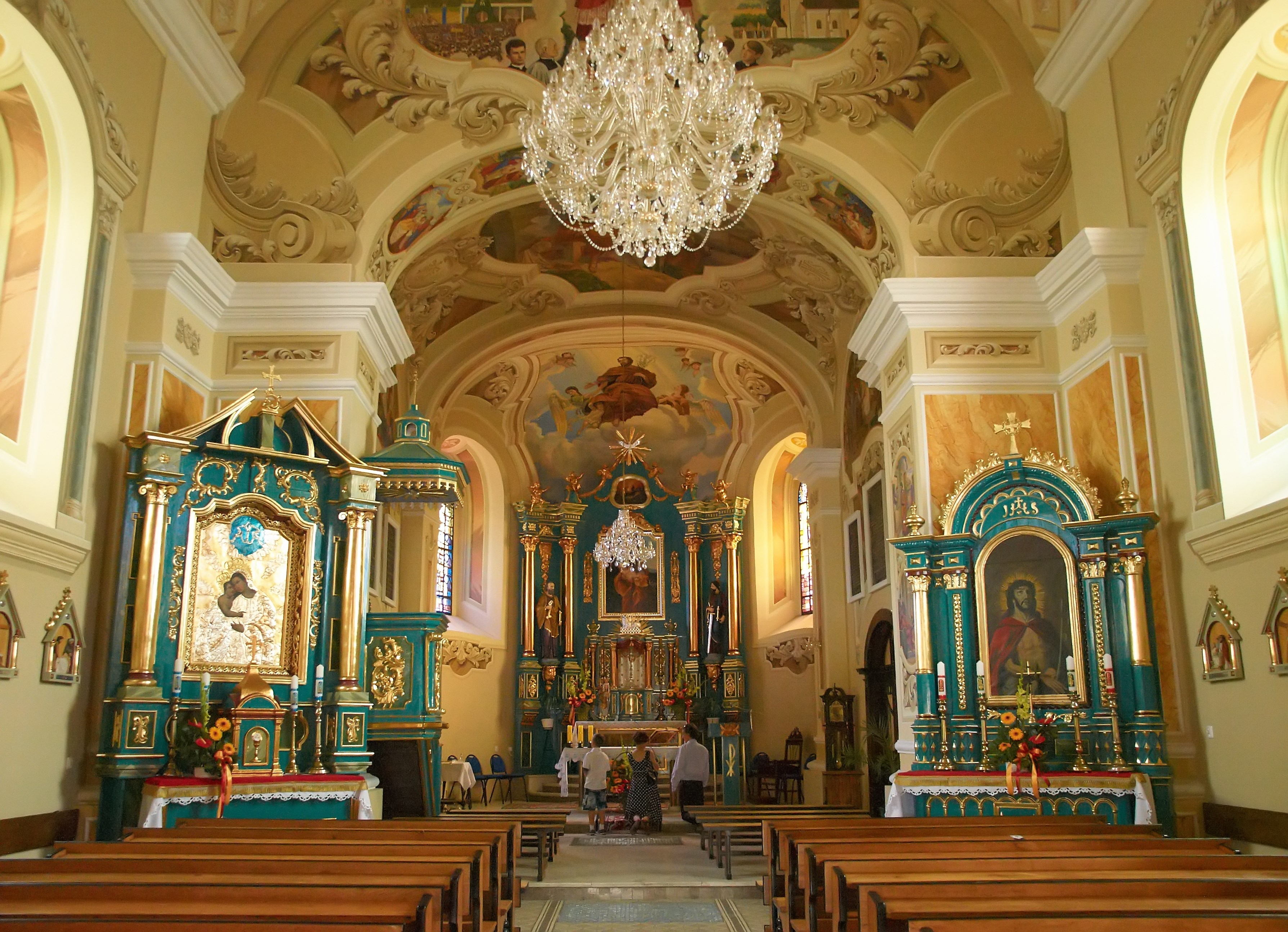
Wnętrze starego kościoła w Lipinkach

Antoni Dobrzański, herbu Leliwa (ur. 26 grudnia 1804 w Zahutyniu, zm. 1 stycznia 1873 w Lipinkach) – polski ksiądz rzymskokatolicki, jeden z ojców duchowych powstańców krakowskich z 1846 roku. Od 1831 proboszcz w Bączalu Dolnym, od 1853 proboszcz w Lipinkach i Wójtowej.

## Życiorys
Urodził się 26 grudnia 1804 roku w Zahutyniu, jako syn miejscowego leśniczego. Pochodził z zubożałej rodziny szlacheckiej pieczętującej się herbem Leliwa. Chrzest święty przyjął w parafii Przemienienia Pańskiego w Sanoku, do której przynależeli wierni obrządku rzymskokatolickiego mieszkający w Zahutyniu. W 1869 roku miejscowość zamieszkiwało 32 wiernych obrządku łacińskiego. Pozostali mieszkańcy przynależeli głównie do Kościoła greckokatolickiego, którego cerkiew znajdowała się w Zahutyniu. Wstąpił do Wyższego Seminarium Duchownego w Przemyślu, po ukończeniu którego w 1829 roku przyjął święcenia kapłańskie z rąk biskupa Jana Antoniego de Potoczki.
Jeszcze tego samego roku, jako wikariusz został skierowany do Dydni. W 1830 został ustanowiony wikariuszem w Żurawicy. Tam zastał go wybuch powstania listopadowego, w trakcie którego z ambony wygłaszał kazania nacechowane silnym duchem niepodległościowym.  Po śmierci ks. Tomasza Królikowskiego – proboszcza w Bączalu Dolnym, w 1831 roku został mianowany administratorem tejże parafii. Po trzech latach administrowania, w 1834 roku objął urząd proboszcza parafii św. Mikołaja w Bączalu Dolnym. Już w okresie administratury w ramach samodoskonalenia podjął się prenumeraty kwartalnika teologicznego "Przyiaciel Chrzescianskiey Prawdy".

## Okres rabacji galicyjskiej i powstania krakowskiego (1846)
Brał aktywny udział w zabiegach mediacyjnych w trakcie rabacji galicyjskiej na obszarze parafii rzymskokatolickiej w Bączalu Dolnym i ziemiach sąsiednich, której rezultatem było złagodzenie stopnia zaognienia pomiędzy właścicielami miejscowych dworów i ziemiaństwem a ludnością chłopską. Jak podaje ks. Stefan Dębiński w monografii: "Rok 1846 kronika dworów szlacheckich" jego plebania nie została splądrowana, jednak w wyniku ostrej wymiany zdań z włościanami "doznał okropnych przykrości".
Czynnie zaangażował się w ruch konspiracyjny przed wybuchem powstania krakowskiego z 1846 roku w okolicy Biecza i Jasła. W swoich płomiennych kazaniach dążył do uświadamiania patriotycznego ludu i przysposobienia do zainicjowania ogólnonarodowego powstania. Objął opieką duszpasterską uczestników tego powstania z oddziału Franciszka Wolańskiego oraz chłopów stacjonujących pod Jasłem.

## Po upadku powstania
Jako duszpasterz w parafii bączalskiej wzniósł nowy, drewniany budynek organistówki. W 1848 roku dobudował do kościoła parafialnego – po jego południowej stronie murowaną kaplicę o pow. 30m2, w której został ustawiony ołtarz boczny z obrazem Matki Bożej Bączalskiej.
W 1853 został mianowany proboszczem w Lipinkach, zastępując zmarłego rok wcześniej wieloletniego duszpasterza w tej wspólnocie parafialnej ks. Józefa Piotrowskiego. Skierowany do Lipinek przyczynił się do szerszego rozpropagowania kultu łaskami słynącej figury Matki Bożej Lipińskiej z Sanktuarium Matki Bożej Wniebowziętej w tejże miejscowości. Jednocześnie został powołany na funkcję zarządcy sąsiedniej parafii w Wójtowej. W okresie kiedy był proboszczem rozpoczęto prace poszukiwawcze, a następnie wydobywcze ropy naftowej w zachodniej części parafii lipińskiej (1860 rok) i staraniem J. i K. Stawiarskich zorganizowano jedną z pierwszych na świecie kopalni tego surowca. Zmarł nagle 1 stycznia 1873 roku i został pochowany na cmentarzu parafialnym w Lipinkach kolo Gorlic.